# اخلاق فضیلت
اخلاق فضیلت به آن دسته از نظریه‌های اخلاقی هنجاری گفته می‌شود که بر فضیلت‌های ذهن و شخصیت تأکید دارند و در تقابل با نظریه‌های وظیفه‌گرا و نتیجه‌گرا قرار می‌گیرد. اولین نظریه‌های اخلاق فضیلت به سقراط بازمی‌گردد. افلاطون، ارسطو و رواقیان این نظریه‌ها را گسترش دادند. از جمله فضیلت‌گرایان معاصر می‌توان به السدیر مک‌اینتایر اشاره کرد.